# ليمور متوج
ليمور متوج أو هبّار متوج (الاسم العلمي: Eulemur coronatus)، نوع من الرئيسيات يتبع جنس الليمور الحقيقي وفصيلة الليموريات. يستوطن الغابات المتساقطة الجافة في الطرف الشمالي لمدغشقر. يبلغ طوله 31-36 سم (12-14 بوصة) ويزن 2 كجم (4.4 رطل). ويصل طول الذيل حوالي 42-51 سم (17-20 بوصة).

## معرض صور

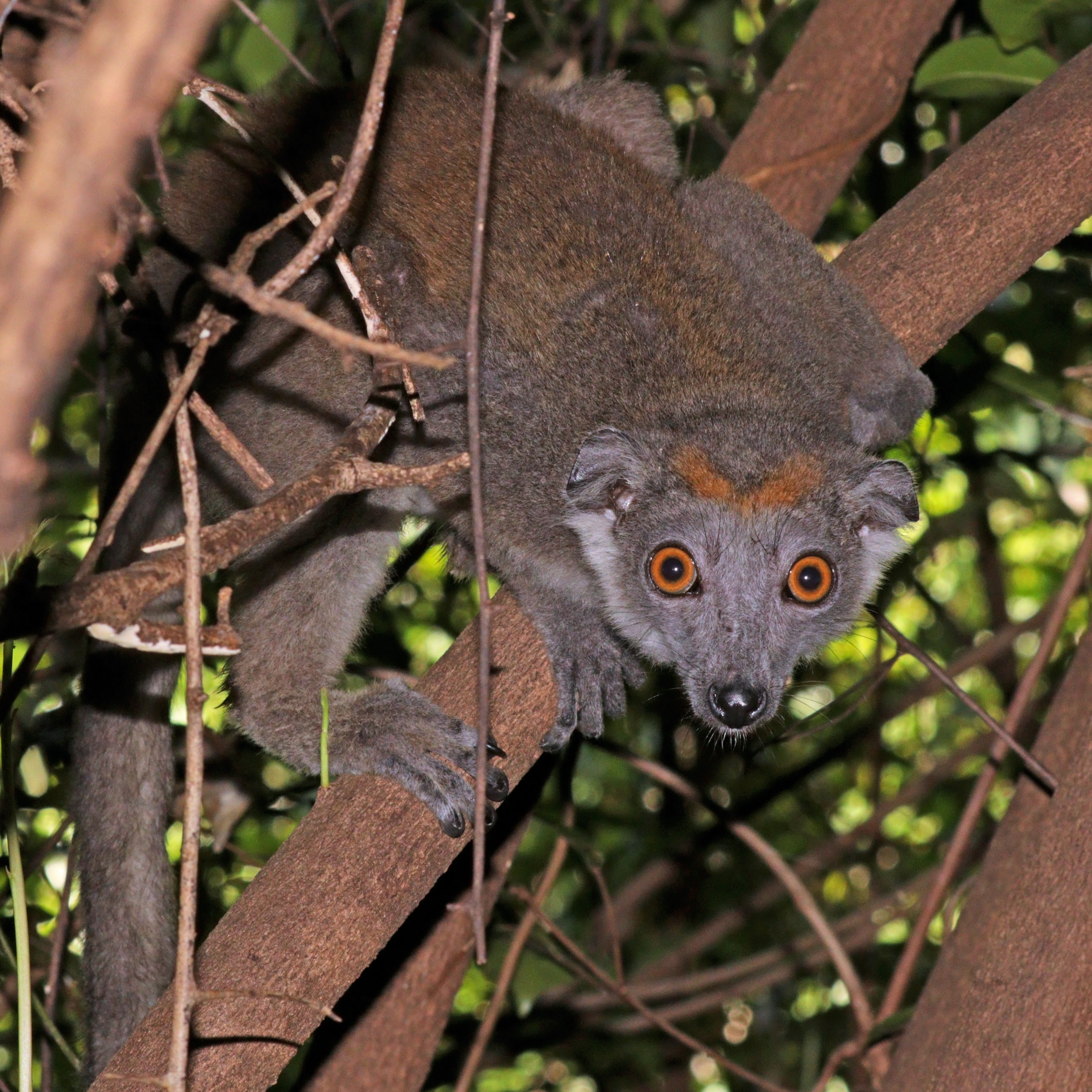
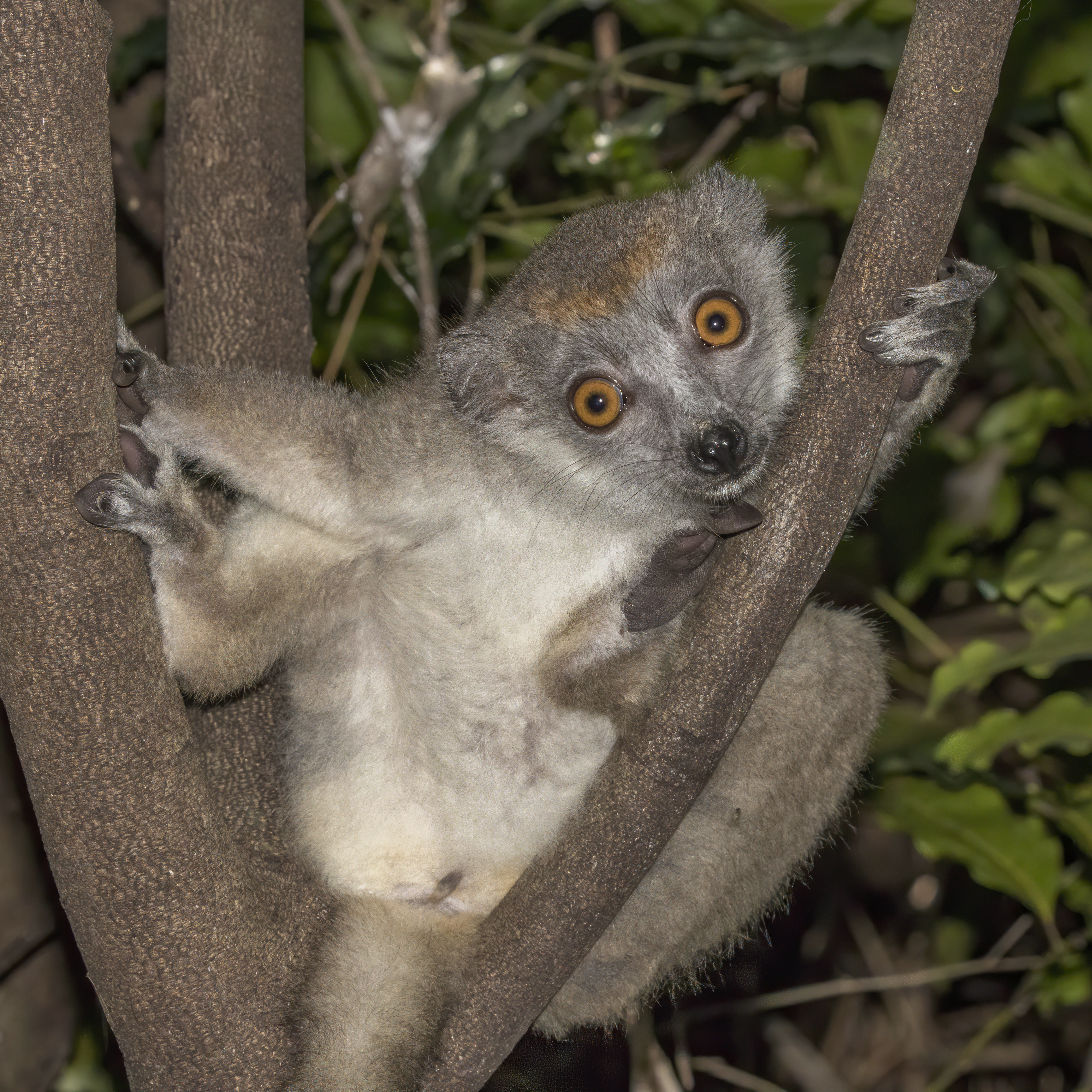
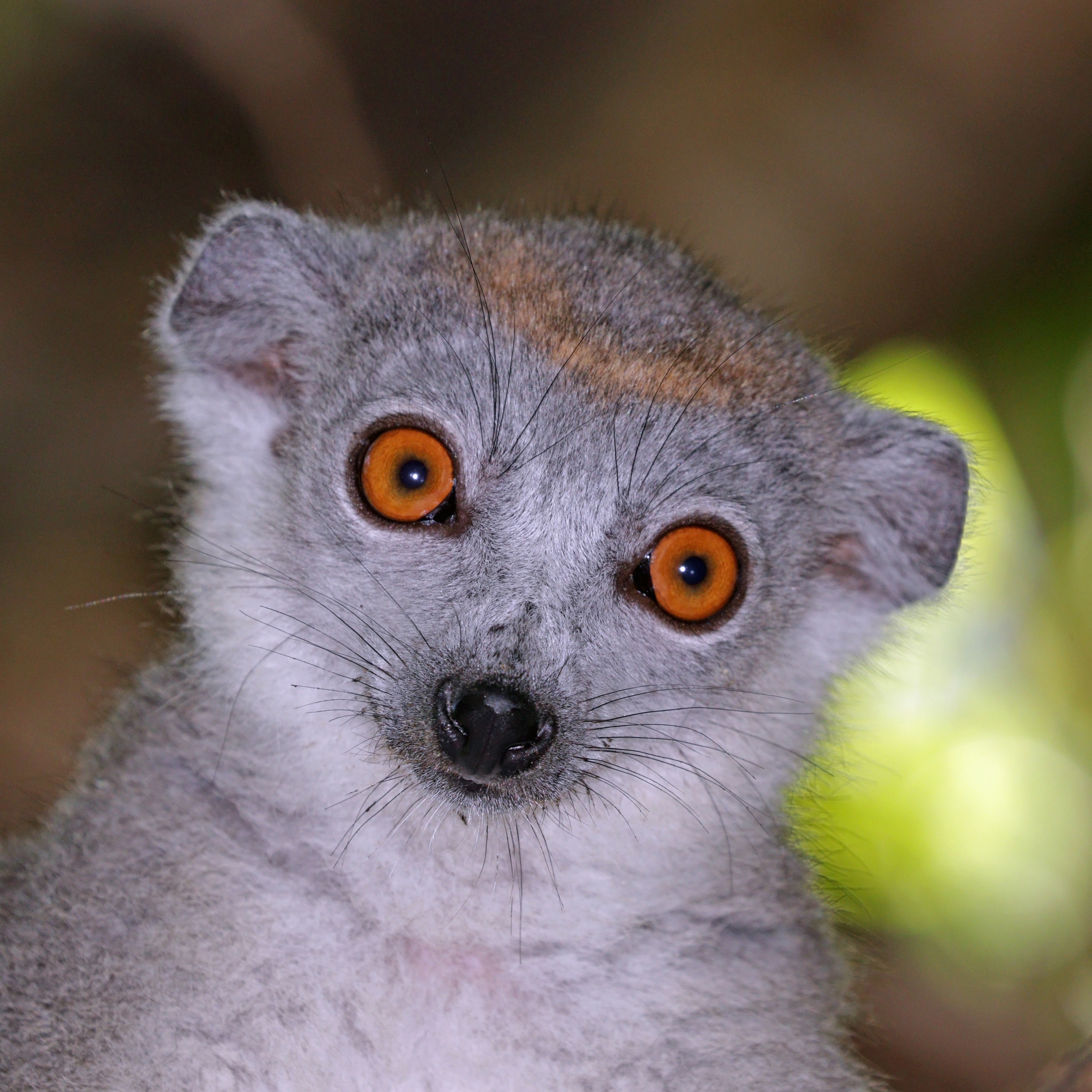
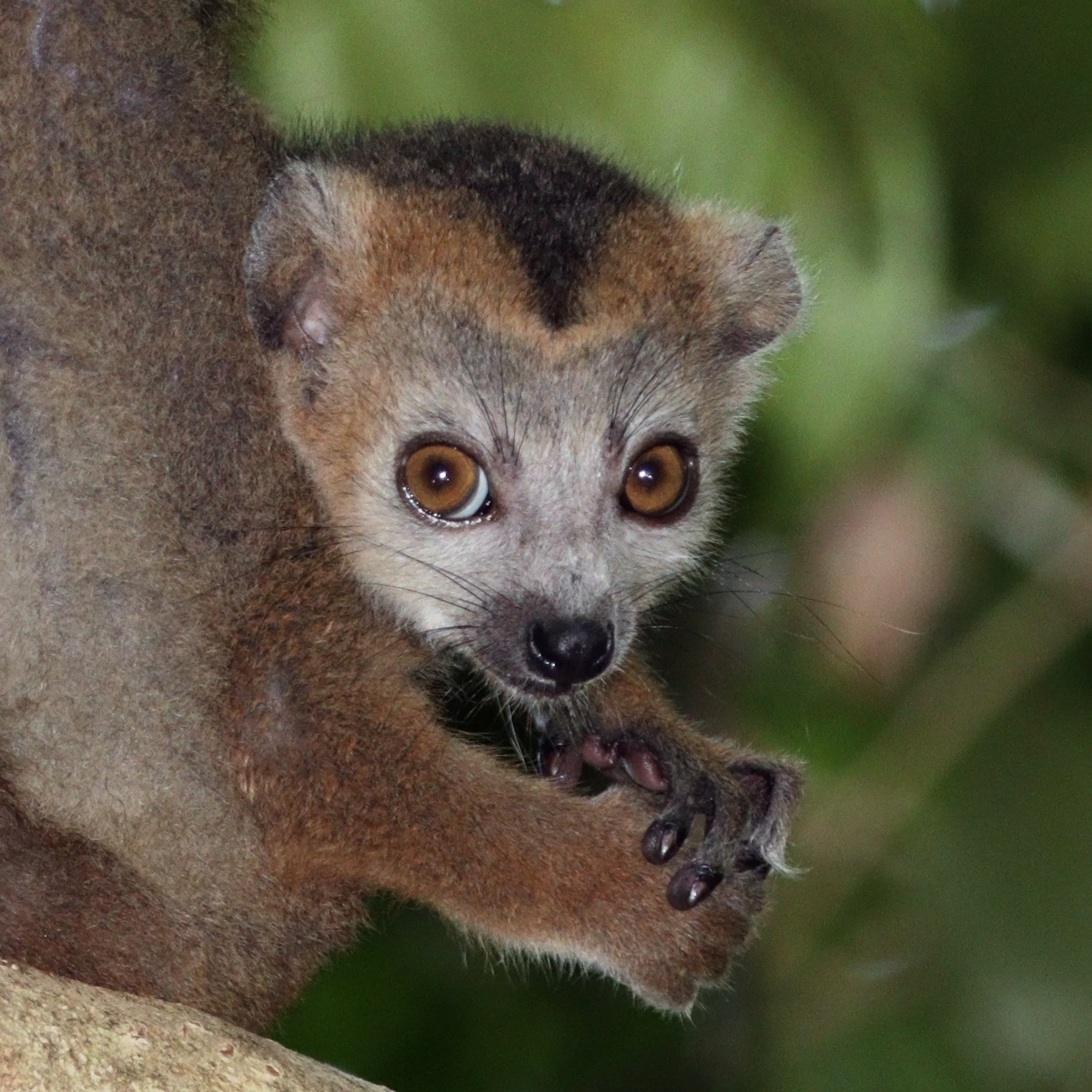